# آن إليزابيث بال
آن إليزابيث بال (بالإنجليزية: Anne Elizabeth Ball)‏ (و. 1808 – 1872 م) هي رسامة نباتية، وعالمة نبات، وعالمة طحالب، وعالمة تصنيف، وكاتبة تقنية، وفنانة، وموضحة علمية أيرلندية، ولدت في كوف، توفيت في دبلن، عن عمر يناهز 64 عاماً.